# Ernani Méro
Ernani Otacílio Méro ou plus simplement Ernani Méro (Penedo 15 février 1925 - Maceió 27 janvier 1976), est un professeur, historien, compositeur, poète et journaliste brésilien.

## Biographie
Fils de Osvaldo Méro et de Áurea Otacílio Méro, Ernani Méro était également le petit-fils de Henrique Silva Méro, avocat, musicien et, journaliste qui, durant le XVIIIe siècle, a été, au Brésil, militant dans les mouvements politiques contre l'esclavage et pour la proclamation de la République.     
Élevé dans une famille catholique, Ernani Méro a étudié chez les franscicains (Ordre des frères mineurs) et préservé, au cœur de son œuvre, une vision profondément religieuse.
Professeur, il s'est efforcé (au niveau des enseignements secondaire et supérieur) de transmettre ses connaissances dans les domaines de l'histoire contemporaine, de l'histoire du Brésil, de l'histoire du christianisme, de l'histoire de l'art, de l'histoire de l'Alagoas et de l'histoire de Penedo, sa ville natale.
Musicien, il a produit plusieurs œuvres religieuses et laïques.
Historien, il a été spécialiste d´histoire du baroque portugais au Brésil.
Ses recherches portent aussi sur le monde esclave et sur la christianisation du Nordeste au Brésil.
Ernani Méro a été membre de l'Academia de Lettres de l'Alagoas (Brésil) et de l'Institut historique et géographique de l'Alagoas (Brésil).

## Œuvres
- História de Penedo, Elementos de História da Civilização de Alagoas ( Histoire - Sergasa, Maceió, 1974)
- Meu Sonho ( Poésie -Imprensa Universitária, Maceió, 1977)
- Painel Barroco do Brasil (Histoire – Sergasa, Maceió, 1977)
- Na Varanda do Tempo (Poésie - Imprensa Universitária, Maceió, 1978)
- Uma Casa de Misericórdia (Histoire - Sergasa, Maceió, 1979)
- Uma Paróquia Centenária - Igreja Nova (Histoire - Imprensa Universitária, Maceió, 1979)
- O Império das Musas ( Poésie - Edição do Autor, Maceió, 1981)
- Coisas do Penedo ( Chroniques quotidiennes - Sergasa, Maceió, 1992)
- Os Franciscanos em Alagoas ( Histoire - Sergasa, Maceió, 1982)
- Religião e Racismo - Discriminação Racial nas Irmandades ( Histoire - Sergasa, Maceió, 1983)
- A Campanologia de Alagoas (Histoire - Sergasa, Maceió,1985
- Perfil (Chroniques quotidiennes -Sergasa, Maceió, 1987)
- Igrejas de Maceió (Histoire - Edição do Autor, Maceió, 1987)
- O Barroco em Alagoas - Caminhos da Escultura Sacra( Histoire - Sergasa, Maceió, 1989)
- Os Caminhos da Escultura Sacra ( Histoire - Sergasa, Maceió, 1991)
- O Barão de Penedo - A Missão da Palavra (Biographie - Sergasa, Maceió, 1992)
- História da Arte Brasileira ( Histoire - Edição do Autor, Maceió, 1987)
- Arruar pelo Tempo (Poésie - Grafitex, Maceió, 1993)
- Penedo Ontem e Sempre ( Sergasa, Maceió, 1975)
- Alagoas e sua Emancipação (Histoire - Sergasa, Maceió, 1981)
- Os Fonseca e a História ( Histoire - Sergasa, Maceió, 1985)
- Santa Maria Madalena ( Histoire - Sergasa, Maceió,1994)
- Caderno de Música Sacra (Musique - Sergasa, Maceió, 1993)
- Missa Regina Ordinis Minorum ( Musique - Sergasa, Maceió, 1993)
- Missa in Honorem Beatissimi Patris Nostris Francisci ( Musique - Sergasa, Maceió, 1994)
- Missa Sponsa Christi ( Musique - Inédita, 1995)
- Missa in Honorem Beatissimi Patris Nostris Francisci (Musique - Sergasa, Maceió, 1994)
- Ave Maria (Musique – Inédit, 1996)